# Mary Dilys Glynne
Mary Dilys Glynne OBE (* 19. Februar 1895 in Bangor als Mary Dilys Glynne Jones; † 9. Mai 1991 in Harpenden) war eine britische Phytopathologin und Bergsteigerin.

## Leben
Mary Dilys Glynne Jones wurde 1895 im walisischen Bangor als Tochter des Anwalts John Glynne Jones und der Pädagogin Dilys Glynne Jones geboren. Sie besuchte zunächst die lokale Schule ihrer Mutter und dann eine Schule in London, bevor sie Botanik am University College of North Wales studierte. Etwa zu diesem Zeitpunkt verzichtete sie auf das „Jones“ in ihrem Nachnamen; fortan nannte sie sich einfach Mary Dilys Glynne. Zunächst blieb sie am University College of North Wales und wurde Mitarbeiterin am Agrarinstitut, wechselte aber 1917 an das Agrarforschungsinstitut Rothamsted, wo sie Assistentin von Winifred Brenchley wurde. Ein Jahr später wurde sie vollwertige Mitarbeiterin in der neu gegründeten Mykologie-Arbeitsgruppe in Rothamsted unter William B. Brierley. In den nächsten Jahren beschäftigte sie sich unter anderem mit dem Pilz Synchytrium endobioticum, der Kartoffelkrebs verursachen kann. Mithilfe der von ihr entwickelten Glynne-Lemmerzahl-Methode konnte sie resistente Kartoffelsorten identifizieren; für diese Forschungsarbeit erhielt sie von der University of Wales einen Master of Science.
1927 ging sie mithilfe eines Georgina-Sweet-Stipendiums nach Australien an die Universität Melbourne, 1930 absolvierte sie einen Gastaufenthalt an der Biologischen Reichsanstalt in Berlin. Beide Aufenthalte trugen zu einem neuen Forschungsprojekt bei, der Identifizierung von Getreidekrankheiten. Ihr gelang es, als Ursache für den sogenannten Halmbruch die Pilzgattung Oculimacula zu identifizieren; bis dahin waren natürliche Einflüsse wie das Wetter verantwortlich gemacht worden. Im Rahmen dieser Forschungsarbeit konnte sie auch den Pilz Gibellina cerealis als weiteren Erreger von Getreidekrankheiten identifizieren. Beide Entdeckungen trugen dazu bei, die Getreideerträge im Vereinigten Königreich zu erhöhen, was besonders während der Lebensmittelknappheit im Zweiten Weltkrieg von großer Bedeutung war. Vor diesem Hintergrund verlieh ihr die University of Wales 1943 den Doktorgrad. 1960 wurde sie zum Officer des Order of the British Empire (OBE) und zum Fellow des Institute of Biology  ernannt.
Auch danach setzte sie ihre Forschungsarbeit zu Getreidekrankheiten fort. Ferner beteiligte sie sich in den 1930ern an archäologischen Ausgrabungen in St Albans, der Römerstadt Verulamium, wo sie dem Ausgrabungsleiter Mortimer Wheeler bei der Identifizierung römischer Getreidesamen half. In Rothamsted wurde sie später zur Forschungsleiterin befördert, ehe sie 1960 in den Ruhestand ging. Auch danach setzte sie ehrenamtlich ihre Forschungen fort. Hobbymäßig war sie als Bergsteigerin aktiv und bestieg neben diversen Alpengipfeln und dem Fuji als zweiter Mensch überhaupt den neuseeländischen Mount Spencer. Ihren Lebensabend verbrachte sie in einem Altersheim in Harpenden nahe Rothamstead, wo sie 1991 im Alter von 96 Jahren an einer Bronchopneumonie verstarb.